# Liste der dänischen Botschafter in Osttimor

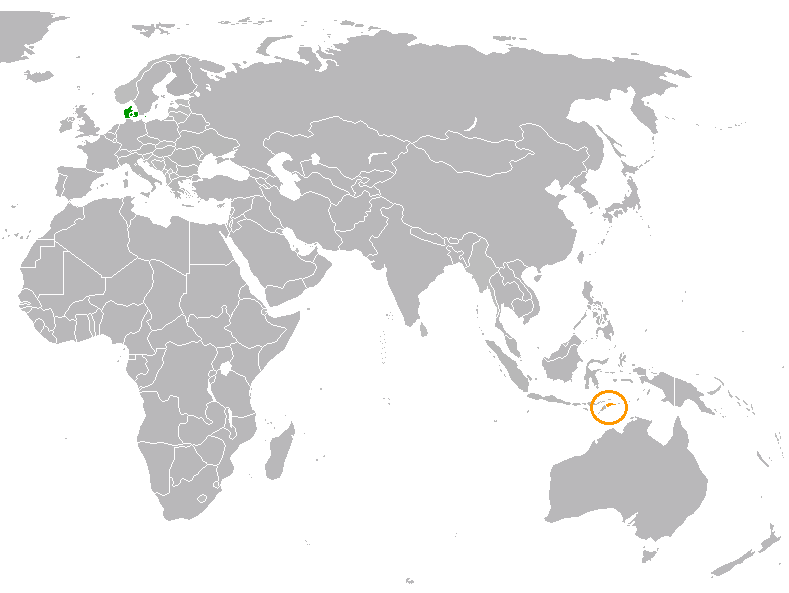
Dänemark (grün) und Osttimor (orange)

Diese Liste führt die dänischen Botschafter in Osttimor auf.
Der Botschafter Dänemarks hat seinen Sitz im indonesischen Jakarta. Er ist außerdem für Papua-Neuguinea akkreditiert und vertritt Dänemark auch bei den ASEAN.

## Hintergrund
Dänemark und Osttimor unterhalten freundschaftliche Beziehungen.

## Liste der Botschafter

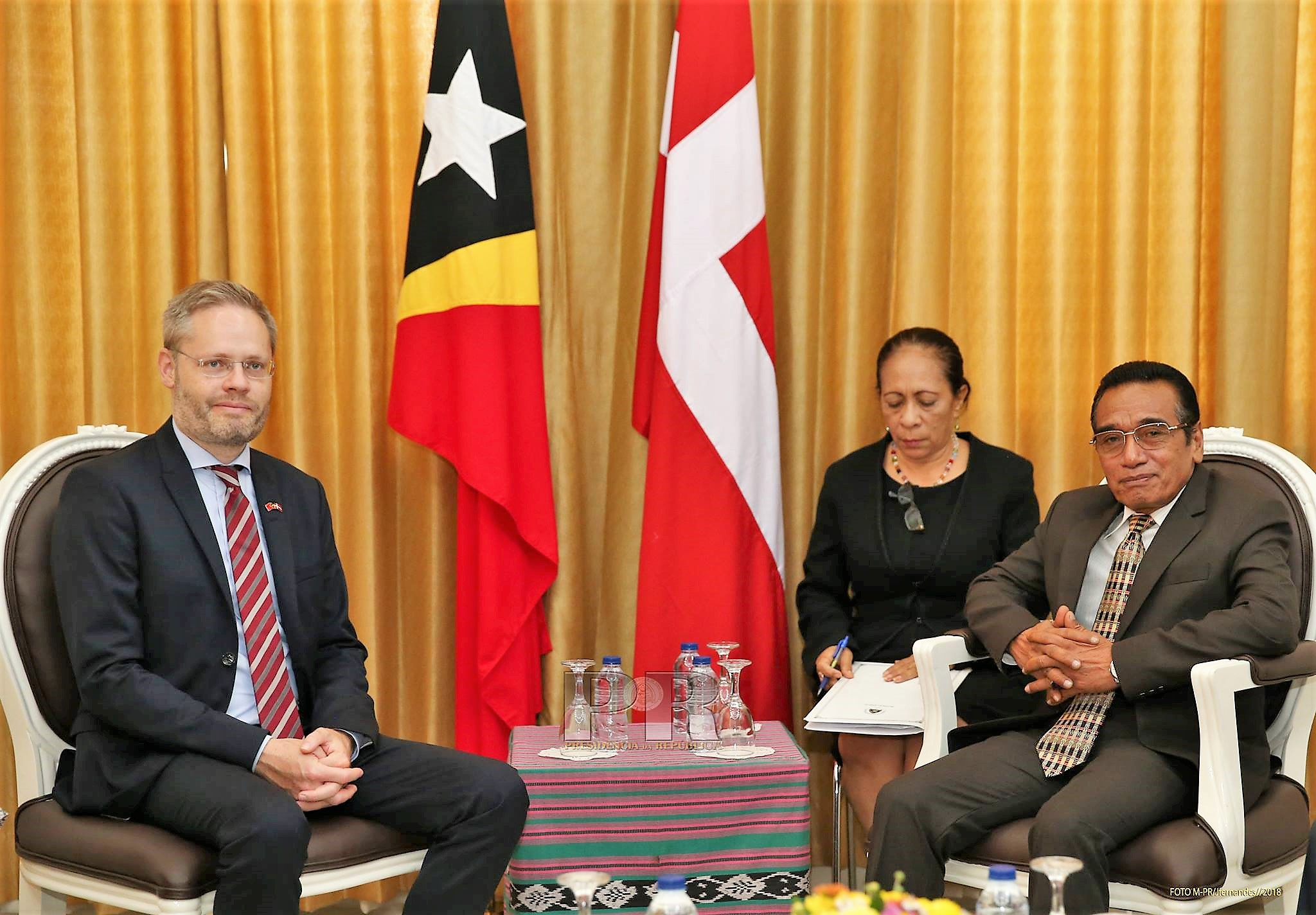
Botschafter Rasmus Abildgaard Kristensen und Präsident Francisco Guterres (2018)

| Name                         | Amtszeit  | Anmerkungen                                  |
| Dänemark                     | Dänemark  | Dänemark                                     |
| ---------------------------- | --------- | -------------------------------------------- |
| ?                            |           |                                              |
| Martin Bille Hermann         | 2012–2014 |                                              |
| Casper Klynge                | 2014–2017 | Akkreditierung: 17. Februar 2015             |
| Rasmus Abildgaard Kristensen | 2017–2020 | Akkreditierung: 23. Februar 2018             |
| Lars Bo Larsen               | 2021–2024 | Akkreditierung (virtuell): 11. November 2021 |
| Sten Frimodt Nielsen         | seit 2024 | Akkreditierung: 19. Februar 2024             |